# David Román
David Román Bermejo (nacido el 14 de julio de 1973 en Madrid, España) es un periodista y escritor español. Fue corresponsal del diario Wall Street Journal de Nueva York en Madrid entre 2010 y 2016, luego de Bloomberg News en Singapur y es autor del libro "Podemos en Venezuela", así como tres novelas. En la actualidad, es creador y editor de la newsletter Finanzas Políticas.

## Carrera profesional
Durante su carrera periodística, David Román reportó desde Pekín, Bruselas, Madrid y Singapur. Entre sus artículos más famosos como corresponsal del Wall Street Journal estuvieron un reportaje sobre la propaganda separatista catalana en la televisión autonómica TV3 que causó polémica en la comunidad autónoma, y otro sobre la relación entre el régimen chavista de Venezuela y el partido izquierdista español Podemos. Entre sus publicaciones ensayísticas, destaca un estudio sobre la filosofía de Cormac McCarthy y Slavoj Zizek y las narrativas posapocalípticas, publicado en Los Angeles Review of Books en 2015. Entre 2016 y 2017, fue corresponsal de Bloomberg News en Singapur.
David Román es también autor de tres novelas publicadas en inglés y español, "Geli Hitler" (2015), "Los Bailarines" (2018) y "Men with dog collars" (2019).